# Tarbagatai
El río Tarbagatai corre por Kazajistán (prácticamente en Siberia) cuyo cauce principal discurre entre los montes Altái y la cordillera de Tien Shan o Tian Shanñ, allí donde pareciera que ambas se reúnen. Antiguamente —por ejemplo en tiempos del viajero medieval Rubruquis— era más conocido por el nombre turco Imil.
- Datos: Q9081921